# Utøya
Utøya (izgovor: Uteja) otok je u Norveškoj smješten u jezeru Tyrifjorden u općini Hole, u okrugu Buskerud. Otok je nenaseljen, a prostire se na 0.106 km².
Otok je u vlasništvu Saveza socijaldemokratske mladeži (Arbeidernes ungdomsfylking, AUF), omladinskog ogranka vladajuće Laburističke stranke u Norveškoj, koji na njemu održava ljetne kampove. Organizacija ga je godine 1950. stekla na poklon od Oslo og Omegn faglige samorganisasjonen (Konfederacija sindikata Osla). Otokom upravlja komercijalno poduzeće Utøya AS koje ga ponekad iznajmljuje za razne događaje.
Dana 23. srpnja 2011., neposredno nakon bombaškog napada na središte Osla, na otok je došla osoba u policijskoj uniformi koja je na sudionike kampa, kojih je bilo oko 600, počela pucati iz vatrenog oružja. U napadu na otoku, koji je trajao dva sata, poginulo je 69 osoba, uglavnom adolescenata. Taj napad, koji je izveo neonacist Anders Behring Breivik, predstavlja najveći napad pojedinačne osobe vatrenim oružjem po broju žrtava u povijesti.

## Vanjske poveznice
- Utøya AS  Arhivirana inačica izvorne stranice od 19. studenoga 2011. (Wayback Machine)
- Image depicting Utøya, mirrored from the Utøya AS website  Arhivirana inačica izvorne stranice od 16. studenoga 2011. (Wayback Machine)
- Arbeidernes ungdomsfylking website